# Maties I del Sacre Imperi Romanogermànic
Maties I, emperador romanogermànic (Viena 24 de febrer de 1557 - 20 de març de 1619) fou arxiduc d'Àustria, rei d'Hongria i de Croàcia i rei de Bohèmia des de 1611 i emperador del Sacre Imperi Romanogermànic des de 1612. Era membre de la casa d'Habsburg.

## Biografia

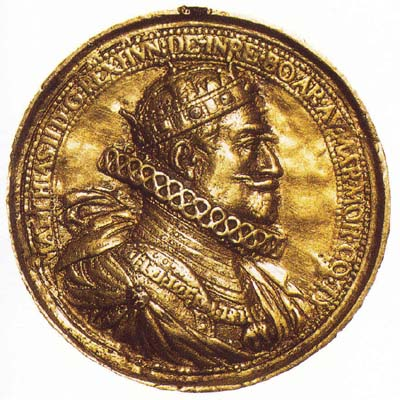
Maties en una moneda hongaresa amb la Santa Corona d'Hongria

Maties va néixer a Viena, Àustria sent fill de Maximilià II i de Maria d'Espanya. Es va casar amb Anna d'Àustria, filla del seu oncle, l'arxiduc Ferran II d'Àustria, duc de l'Àustria Anterior, al que Maties va succeir el 1595. El seu matrimoni no va produir fills supervivents.
En 1578, Matías va ser convidat als Països Baixos pels Estats Generals de les províncies rebels, que li van oferir el càrrec de Governador General. Maties va acceptar, tot i que la posició de governador no va ser reconegut pel seu oncle, Felip II d'Espanya, el governant hereditari de les províncies. Maties però es va mantenir com a governador titular dels rebels fins pel Tractat de Plessis-lès-Tours els Estats Generals van oferir a Enric Hèrcules, germà petit del rei francès, la sobirania sobre els Països Baixos a canvi del suport militar i va declarar deposat a Felip II i va declarar la plena independència el 1581, moment en què Maties va tornar a casa a l'Àustria.
El 1593 va ser nomenat governador d'Àustria pel seu germà, l'emperador Rodolf II, emperador del Sacre Imperi. Va formar una estreta aliança amb el bisbe de Viena, Melchior Klesl, que més tard es va convertir en el seu principal conseller. El 1605 Maties va obligar a l'emperador malalt que li permetés fer front als protestants hongaresos rebels. El resultat va ser el tractat de Viena de 1606, que garantia la llibertat religiosa a Hongria i garantia el dret de Transsilvània a elegir els seus propis prínceps independents en el futur. En el mateix any, Maties va ser reconegut com a cap de la casa d'Habsburg i com a futur emperador del Sacre Imperi Romà, com a resultat de la malaltia de Rodolf. Aliant-se amb els estats d'Hongria, Àustria, i Moràvia, Maties va obligar el seu germà a donar el govern d'aquestes terres a ell mateix el 1608. L'exèrcit de Maties llavors va fer presoner a Rodolf al seu castell a Praga, fins a 1611, quan Rodolf es va veure obligat a cedir la corona de Bohèmia al seu germà.
Després de l'elecció de Maties com a emperador del Sacre Imperi, la seva política estava dominada per Klesl, que esperava arribar a un compromís entre l'Església Catòlica Romana i els estats protestants de l'Imperi per tal d'enfortir-lo. Maties ja havia estat obligat a atorgar concessions als religiosos protestants a Àustria i Moràvia, així com a Hongria, quan s'havia aliat amb ells contra Rodolf. Maties va empresonar a Jordi Keglević que era el comandant en cap, general, vice-Ban de Croàcia, Eslavònia i Dalmàcia i des de 1602 baró a Transsilvània, però aviat el va deixar lliure de nou. En aquest moment el Principat de Transsilvània era un estat plenament autònom, però només semi-independent sota la nominal sobirania de l'Imperi Otomà, on era l'època del Sultanat de les dones.
Les polítiques conciliatòries de Maties es van oposar als Habsburg catòlics més intransigents, en particular el germà de Maties, Maximilià III d'Habsburg, que esperava assegurar la successió per l'inflexible catòlic Ferran III, després emperador Ferran II). L'inici de la revolta de la Bohèmia protestant el 1618 va causar l'empresonament de Klesl per Maximilià que va revisar les seves polítiques. Maties, vell i malalt, no va poder evitar una presa de control per la facció de Maximilià. Ferran, que ja havia estat coronat rei de Bohèmia (1617) i d'Hongria (1618), va succeir a Maties com a emperador del Sacre Imperi. Maties va morir a Viena el 1619 sense fills.